# Mcool
Mcool（曾用中文名“随风飞音”）是一款简洁的音乐播放软件，透明、纯文本界面。无按钮、无边框、可完全嵌入桌面。软件界面部分(UI)开源。同时支持简体中文、繁体中文、英文三种语言界面。

## 格式支持
APE、FLAC、WavPack、MP3、OGG、TTA、TAK、Musepack、AAC、AC3、WMA、Wav、CD、ALAC、Aiff、MOD、CUE

## 特性

### 主要功能界面
简约、透明、纯文本界面。支持轻媒体库、歌词、可视化。最小化到托盘，占用资源少，适合边听音乐边工作。

### 模块化设计
模块化代码设计，根据需要可随意删减程序夹内文件。

### 键盘快捷键
支持多媒体键盘及普通键盘全局快捷键。

### 其他功能
支持Tag编辑、自动切换列表、播放队列、鼠标手势、均衡器、音频设备选择、全局音量滚轮、字体设置、Win8模式、自动关机等功能。

## 注解及参考资料
1. ↑  . 异次元软件世界.   [2012-08-23]. （原始内容存档于2020-11-30）.
2. ↑  . 维普网.   [2011-08]. （原始内容存档于2015-09-23）.
3. ↑  . 小众软件.   [2014-06-12]. （原始内容存档于2020-12-04）.
4. ↑  . SourceForge.   [2012-08-10]. （原始内容存档于2018-10-13）.
5. ↑  . Softpedia.   [2014-11-14]. （原始内容存档于2018-07-31）.